# Segno iridologico
I segni iridologici sono interpretati dall'iridologo in base alla loro posizione, al loro numero, al loro colore, alla presenza di altri segni e alle caratteristiche strutturali e cromatiche dell'iride.

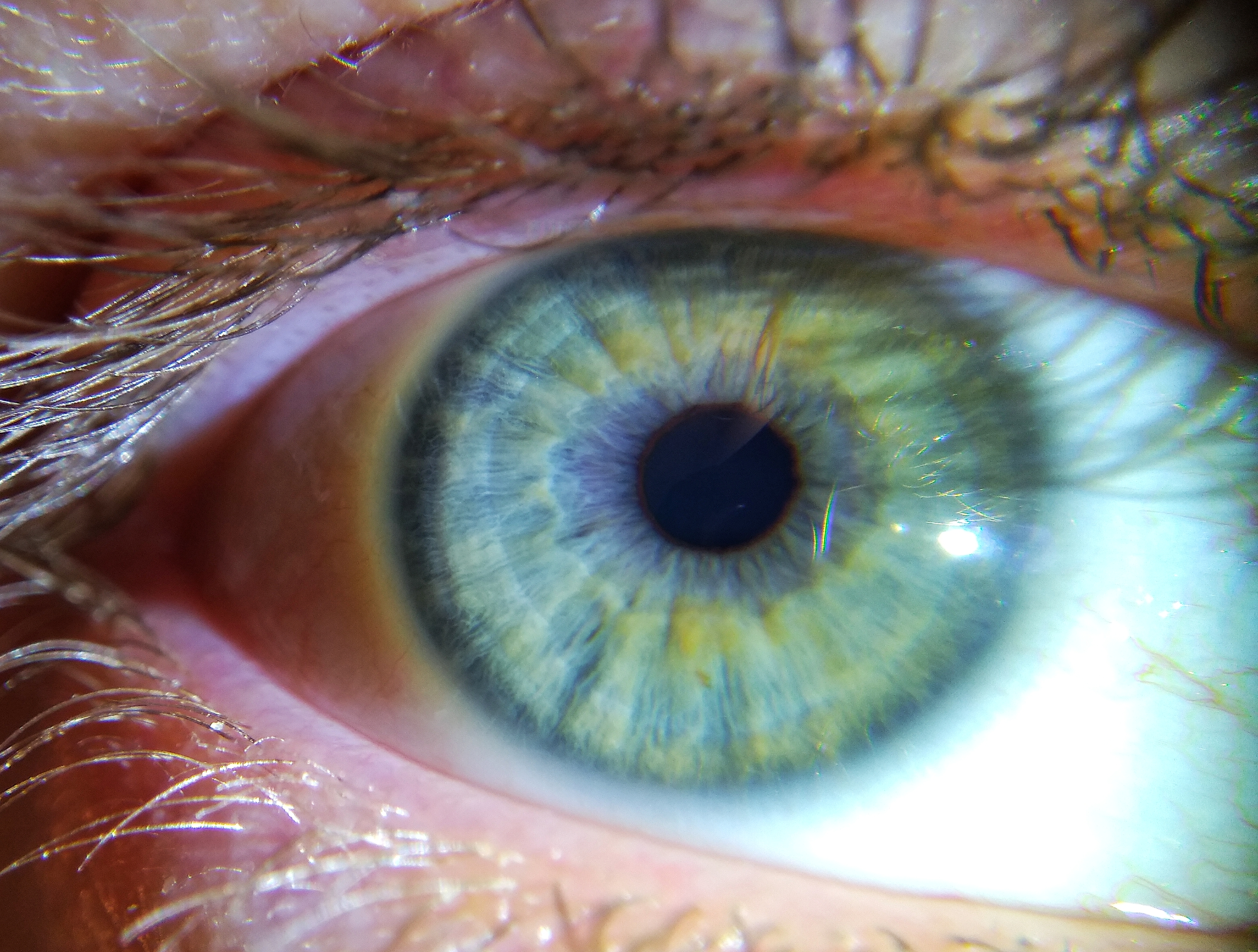
Un'iride umana

Non esiste alcuna prova scientifica della reale esistenza o interpretabilità clinica di tali presunti indicatori, che non si basano su alcuna spiegazione coerente di tipo anatomico o fisiologico.
Lacune
Sono il segno iridologico per eccellenza. Le lacune sono caratterizzate dalla mancanza di fibre in una zona dell'iride, tale da formare, appunto, una "lacuna" che lascia intravedere lo strato inferiore del tessuto dell'iride.
Le lacune sono ben delimitate e normalmente hanno una forma ovale (le cosiddette "lacune a foglia"), ma possiamo incontrare lacune a forma di sigaro o di lancia.
Le lacune possono essere aperte o chiuse, a seconda se le fibre che la delimitano la circoscrivono completamente o no.
In genere una lacuna indica una debolezza.
Raggi solari
Come il nome stesso fa intuire, i raggi solari sono strutture che assomigliano ai raggi che normalmente si disegnano quando vogliamo stilizzare i raggi solari.
Sono dei solchi che si formano nell'iride dalla pupilla in direzione del suo bordo esterno a raggiera.
È un segno incontrato frequentemente nella parte superiore dell'iride.
In genere i raggi solari sono un sintomo di intossicazione.
Anelli nervosi
Come il nome stesso fa intuire, gli anelli nervosi sono strutture curvilinee che si formano di forma concentrica rispetto alla pupilla.
La loro presenza è abbastanza frequente.
Gli anelli possono essere completi o solamente archi.
In genere gli anelli nervosi sono in relazione con il sistema nervoso.
Lunetta Gerontoxon
Caratterizzato dalla presenza di un anello bianco opaco nel bordo dell'iride.
Pigmenti (macchie tossiniche, nubi tossiche, macchie geometriche, rosario linfatico)
Punti neri o struttura a colino
Cripte
Sono segni strutturali caratterizzati dalla lesione del tessuto iridologico. Normalmente si distinguono come piccoli punti molto scuri di forma romboidale. Il loro colore scuro è dovuto al fatto che il segno è molto profondo e questo lo avvicina alla ulvea.
Le cripte possono essere congenite o possono essere causate dall'evoluzione di una lacuna.
In genere le cripte sono segni di debolezza importanti.
Radiali (semplice, vascolarizzata)
Trasversale (semplice, vascolarizzata, ramificata)
Capelli
Il nome di questo segno iridologico è dovuto alla sua somiglianza a una ciocca di capelli sciolti. Quando parliamo di "capelli" nell'ambito iridologico, ci stiamo riferendo alla comparsa di fibre chiare e ondulate che seguono la traiettoria radiale delle altre fibre iridologiche.
Normalmente questo segno compare nella zona adiacente al collaretto e si dirige verso il bordo dell'iride.
In genere i capelli sono connessi a un'iperattività del sistema neurovegetativo e a eccessi funzionali.